# بيتسي دريك
بيتسي دريك (بالفرنسية: Betsy Drake)‏ هي روائية وكاتِبة وعارضة وكاتبة سيناريو وممثلة أمريكية وفرنسية، ولدت في 11 سبتمبر 1923 بباريس في فرنسا، وتوفيت في 27 أكتوبر 2015 بلندن في المملكة المتحدة.

## وصلات خارجية
- بيتسي دريك على موقع IMDb (الإنجليزية)
- بيتسي دريك على موقع ألو سيني (الفرنسية)
- بيتسي دريك على موقع تيرنر كلاسيك موفيز (الإنجليزية)
- بيتسي دريك على موقع أول موفي (الإنجليزية)
- بيتسي دريك على موقع قاعدة بيانات الأفلام السويدية (السويدية)
- بيتسي دريك على موقع إن إن دي بي (الإنجليزية)
- بيتسي دريك على موقع قاعدة بيانات الفيلم (الإنجليزية)
- بيتسي دريك على موقع كينوبويسك (الروسية)